# 埃米利奥·贾塞蒂
埃米利奥·贾塞蒂（義大利語：Emilio Giassetti，1906年2月11日—？），意大利男子篮球运动员。他曾代表意大利获得1936年夏季奥运会男子篮球比赛第七名。他也在1937年欧洲篮球锦标赛上获得亚军。